# Mojave Ranch Estates, Arizona
Mojave Ranch Estates je naseljeno područje za statističke svrhe u američkoj saveznoj državi Arizona. Prema popisu stanovništva iz 2010. u njemu je živjelo 52 stanovnika.